# La Quatrième Voie
Pour plus de détails, voir Fiche technique et Distribution.
La Quatrième Voie (ਚੌਥੀ ਕੂਟ, Chauthi Koot) est un film historique indien, écrit et réalisé par Gurvinder Singh, sorti en 2015.
L'histoire du film se déroule dans le contexte des violences qui entourent l'assassinat d'Indira Gandhi en 1984, le film suit la vie de gens ordinaires interprétés par des acteurs professionnels et non professionnels. La Quatrième Voie fait partie de la sélection Un certain regard du festival de Cannes 2015.

## Synopsis
Pendjab, 1984. Le film raconte deux histoires différentes : la première est celle d'hindous qui tentent de rejoindre la ville d'Amritsar. Le dernier train de la journée est parti mais ils essayent de monter dans un autre qui doit rejoindre la ville à vide. La seconde histoire est celle d'une famille de fermiers qui possède un chien, Tommy. Comme Tommy aboie la nuit, il risque de faire repérer les indépendantistes sikhs qui circulent près de la ferme. La police vient fouiller cette ferme, avec violence, car à cause des aboiements elle pense que la famille aide les indépendantistes. Le fermier est poussé de part et d'autre à tuer son chien.

## Fiche technique
Sauf indication contraire, les informations mentionnées dans cette section peuvent être confirmées par la base de données cinématographiques IMDb,  présente dans la section « Liens externes ».
- Titre : La Quatrième Voie
- Titre original : ਚੌਥੀ ਕੂਟ (Chauthi Koot)
- Titre international : The Fourth Direction
- Réalisation : Gurvinder Singh
- Scénario : Gurvinder Singh, d'après les nouvelles de Waryam Singh Sandhyu
- Dialogues : Waryam Singh Sandu, Jasdeep Singh
- Décors : Priyanka Grover
- Costumes : Navjit Kaur
- Son : Susmit Bob Nath, Bruno Tarriere
- Photographie : Satya Rai Nagpaul
- Montage : Bhupesh Micky Sharma
- Musique : Marc Marder
- Production : Kartikeya Singh
- Sociétés de production : Catherine Dussart Production (CDP), The Film Cafe
- Sociétés de distribution : Epicentre Films, Studio Film Group
- Budget de production : 50 000 000 ₹
- Pays d'origine :  Inde,  France
- Langue : Pendjabi
- Format : Couleurs - 2,35:1 - DTS / Dolby Digital / SDDS - 35 mm
- Genre : Drame, histoire
- Durée : 115 minutes (1 h 55)
- Dates de sorties en salles :
  -  France : 15 mai 2015 (Festival de Cannes), 8 juin 2016 (sortie nationale)

## Distribution
- Suvinder Vikky : Joginder
- Rajbir Kaur : Beero
- Gurpreet Kaur Bhangu : la mère de Joginder
- Taranjeet Singh : Sukhdev
- Harleen Kaur : la fille
- Harnek Aulakh : Raj
- Kanwaijeet Singh : Jugal
- Tejpal Singh : le Sikh
- Gulshan Saggi : le contrôleur du train

## Autour du film

### Anecdotes
- La distribution est composée d’acteurs professionnels de la télévision, du théâtre, du théâtre de rue et d’acteurs non-professionnels.

### Sélections

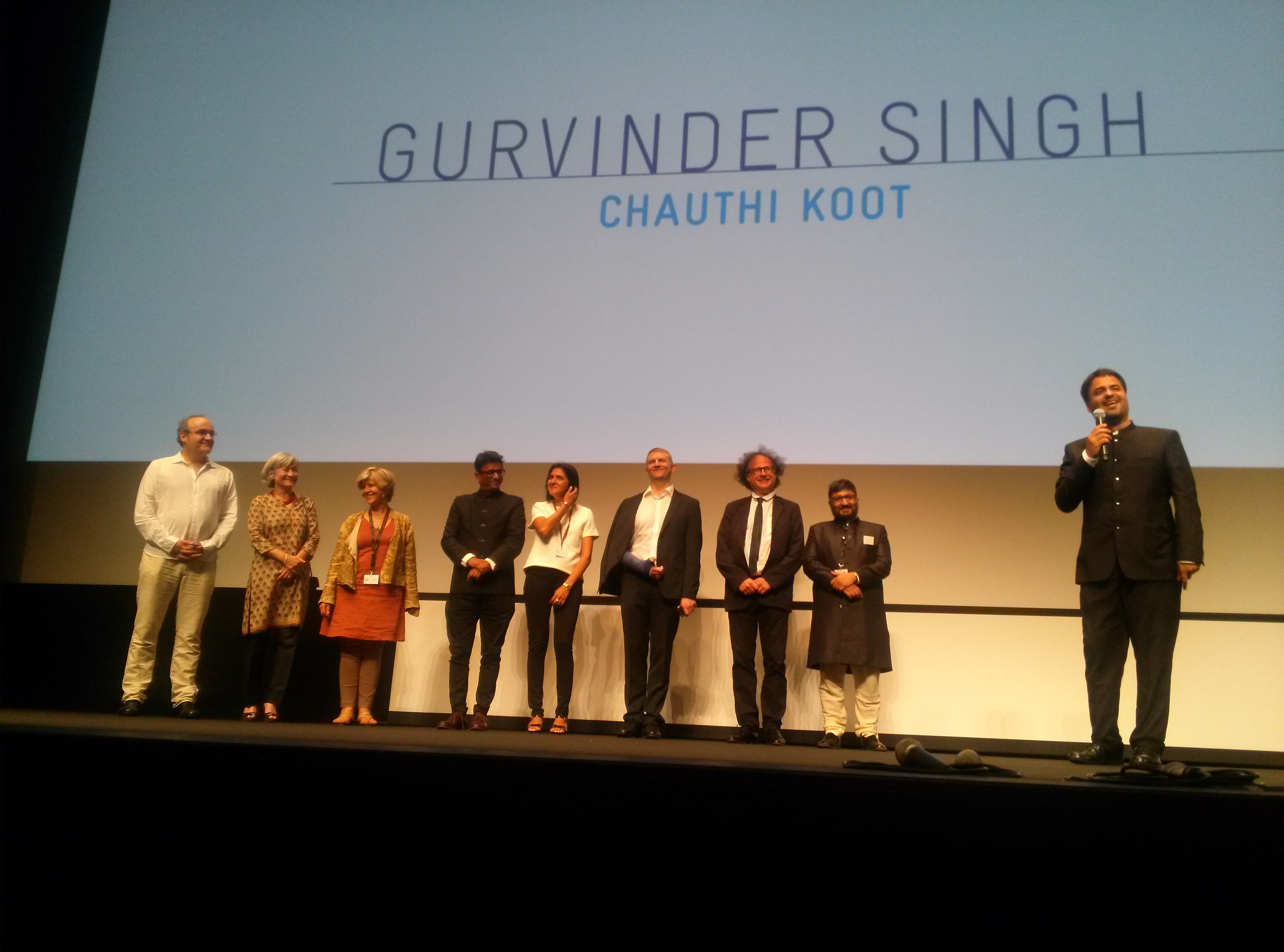
Présentation de l'équipe du film à Un certain regard à Cannes en 2015.

La Quatrième Voie fait partie de la sélection Un certain regard au Festival de Cannes 2015.